# ك. إس. رافي
ك. إس. رافي (بالإنجليزية: K. S. Ravi)‏ هو مخرج هندي، ولد في 1959، وتوفي في 6 سبتمبر 2010.